# Joan Vilacasas

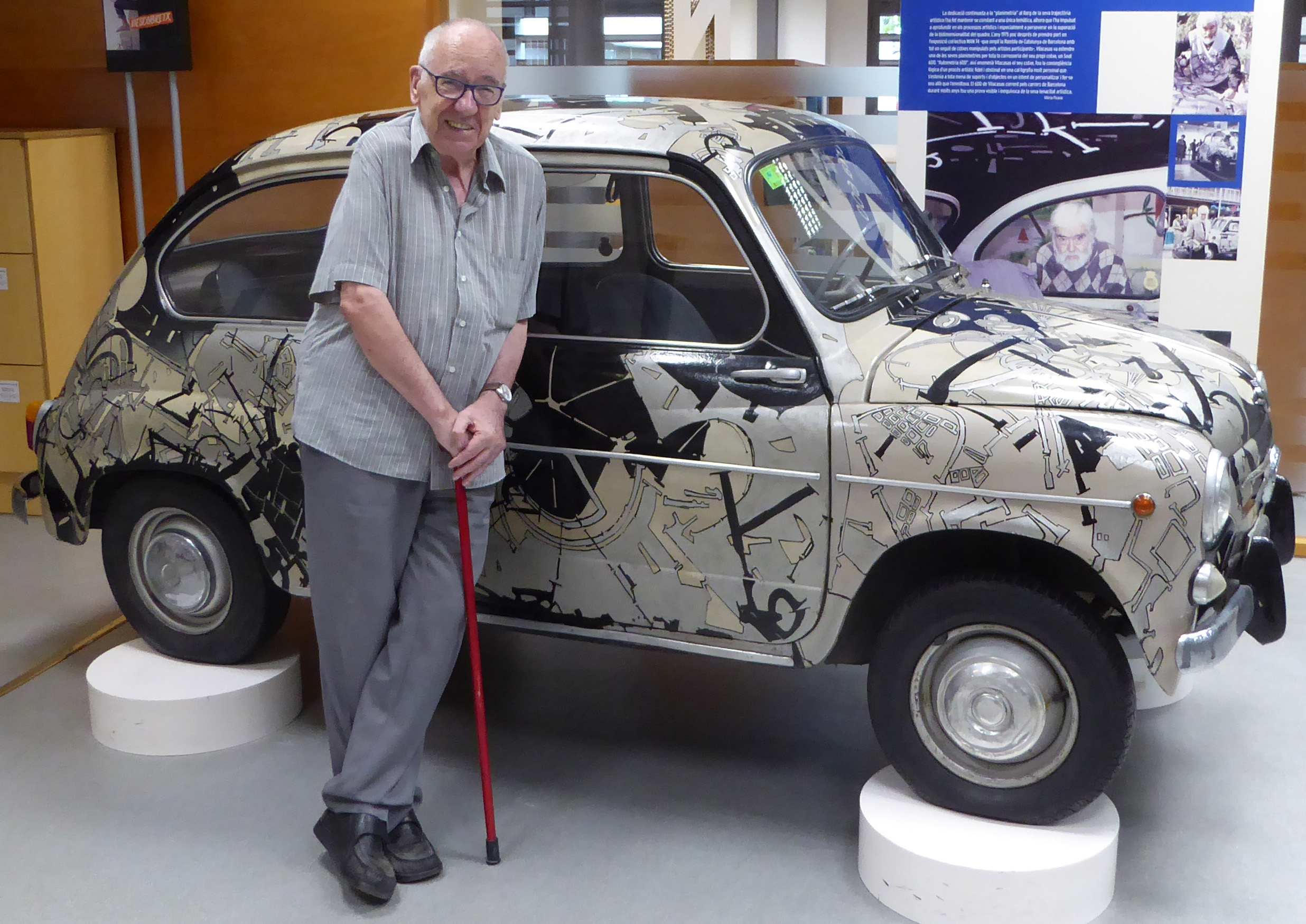
Feliz Formosa delante de una obra de Joan Vilacasas

Joan Vila y Casas, conocido como Joan Vilacasas (Sabadell, 3 de junio de 1920 - Barcelona, 17 de enero de 2007), fue un pintor, grabador, ceramista, escritor y coleccionista catalán. Vilacasas es uno de los nombres clave de la generación informalista catalana. Como otros muchos artistas del momento, en 1949 emprendió el camino hacia París en busca de un lenguaje propio que pudiera superar el panorama desolador y el aislamiento empobrecedor que se sufría en nuestro país a lo largo de los años de la dura posguerra. Una vez allí, y después de conectar con los artistas de la vanguardia artística internacional, inició un cambio progresivo en su obra, primero muy influido por los impresionistas y el cubismo de Picasso–de los cuales se derivaría una figuración ingenua y profusamente colorista– para después, hacia el 1953, realizar sus primeras obras abstractas.
Es considerado uno de los pintores catalanes más destacados de la abstracción de los años 50. Como pintor, sus obras se han expuesto en todo el mundo y para él cualquier soporte era útil: una tela, su automóvil Seat 600 o los objetos que encontraba a los mercadillos. Como escritor, podemos encontrar en su obra literaria: novelas, teatro, guiones para la radio y para la televisión.

## Biografía
Estudia en la Escuela Industrial de Artes y Oficios de Sabadell, formándose en el mundo postnovecentista interrumpido por la guerra civil. Acabada la guerra fue miembro destacado hasta el 1941 del grupo sabadellense El Cenacle. Después de algunas exposiciones el 1949 se traslada a París, donde se instala el año siguiente para estudiar al École lleva Louvre y al Atelier Canivet.
Durante los años 50 expone sobre todo en Barcelona y París, pero también en Madrid, Washington, Taipei, Frankfurt, Londres y Río de Janeiro. En este decenio recibe varias influencias, pasando de un cierto fauvismo a una abstracción de influencia neoplasticista.
El 1954 publica su primer libro, Escritos, con prólogo de Joan Oliver, y con ilustraciones del mismo autor. A lo largo del año 1957 dibuja mapas que serán los primeros pasos de las llamadas Planimetrías, imágenes conformadas a base de líneas y configuraciones espaciales, género por el cual será conocido internacionalmente. El mismo año publica su segundo libro, Seis Cuentos.
El 1960 vuelve a Barcelona y funda la revista 0 Figura, y junto con Tharrats, Hernández Pijuan, Claret, Santos Torroella, Villèlia y Subirachs forman el grupo que trae el mismo nombre. El mismo año recibe el premio Joan Gris.
Con el pseudónimo de Carles Valls, ha escrito comedias irónicas, como Yo, el serial y la gallina, El funerario, El entierro es a las 4, Mercè de los unos, Mercè de los otros, etc.
En los años 60 destacó especialmente por sus novelas, firmadas con su nombre, donde a menudo denuncia con un humor amargo el mundo del arte y sus grupos de presión: Doble blanco (1960), Materia definitiva (1961), Operación viaducto (1962), Nnoba fygurassió (1965), Jourdain 65 (1966) y Aguafuerte del XII (1966). Para la televisión, ha escrito guiones para Joan Capri.
Joan Vilacasas exhibió su obra en varias instituciones y acontecimientos internacionales de la talla de la Bienal de Venecia, el Museo Guggenheim de Nueva York y la Fundación Joan Miró entre otros. Sus obras forman parte de colecciones de instituciones como el MACBA, la Tate Gallery, el Museo de Arte Jaume Morera, la Fundación Joan March y el Museo de Arte de Sabadell, que conserva parte de su fondo personal.

## Exposiciones individuales
- 2005 — Joan Vila Casas a la col·lecció del Museu d'Art de Sabadell
- 2014 — Joan Vilacasas, del plein air al firmament Espai Volart, Fundació Vila Casas
- 2014 — Joan Vilacasas. Viatges siderals, Museu d'Art de Sabadell[5]

## Exposiciones colectivas
- 1941 - Joan Vilacasas i Lluís Vila Plana. Acadèmia de Belles Arts de Sabadell.[6]

## Obra literaria

### Libros publicados
- Escrits - Barcelona - Ed: Albor - 1954 - Gènere: Narrativa
- Sis contes - Barcelona - Ed: Horta - 1957 - Gènere: Narrativa
- Doble blanc - Barcelona - Ed: Selecta - 1960 - Gènere: Novel·la
- Matèria definitiva - Barcelona - Ed: Selecta - 1961 - Gènere: Novel·la
- Operació Viaducte - Barcelona - Ed: Selecta - 1962 - Gènere: Novel·la
- Cartes a un pintor - Barcelona - Ed: Nova Terra - 1964 - Gènere: Narrativa
- Nnoba fygurassió - Barcelona - Ed: Aymà - 1965 - Gènere: Novel·la
- Aiguafort del XII - Barcelona - Ed: Albertí - 1966 - Gènere: Novel·la
- Jourdain 65 - Barcelona - Ed: Proa - 1966 - Gènere: Novel·la
- El cap i la fi o El cap de l'alcalde - Barcelona - Ed: Millà - 1980 - Gènere: Teatre
- Mercè dels uns, Mercè dels altres - Barcelona - Ed: Millà - 1982 - Gènere: Teatre
- Tres crits i una sola veu - Barcelona - Ed: Millà - 1982 - Gènere: Teatre
- L'enterrament és a les quatre - Barcelona - Ed: Millà - 1984 - Gènere: Teatre
- Dolça de les tàpies - Barcelona - Ed: Millà - 1984 - Gènere: Teatre

### Obras dramáticas representadas
- Mitja virtut - Companyia Marta Padovan - Barcelona - Teatre Calderón
- Jo, el serial i la gallina - Companyia Joan Capri - Barcelona - Teatre Romea - 1967
- L'enterrament és a les quatre - Companyia Montserrat Carulla - Barcelona - Teatre Windsor - 1968
- El funerari - Companyia Joan Capri - Barcelona - Teatre Romea - 1968
- El malalt imaginari - Companyia Nacional - Barcelona - Teatre Calderón - 1969
- El do d'Adela - Companyia Carles Lloret - Barcelona - Teatre Romea - 1970
- L'amic del ministre - Companyia Joan Capri - Barcelona - Teatre Romea - 1972
- El preu de la lletra - Companyia Joan Capri - Barcelona - Teatre Romea - 1973
- El cap i la fi o El cap de l'alcalde - Companyia 3 x 4 - Barcelona - Teatre Romea - 1974
- Mercè dels uns, Mercè dels altres - Palafrugell - Centre Espanyol - 1976
- Tres crits i una sola veu - Barcelona - Cova del Drac - 1978
- Dolça de les tàpies - Granollers - Cercle Cultural - 1982 - Obra traduïda al: basc
- Tia bona - Companyia Flora Soler - Sabadell - Teatre La Faràndula - 1992

### Guiones de ficción difundidos
- Operació Viaducte - Gènere: Ràdio
- Enigma - Gènere: Televisió - 1963
- Un altre terrorisme - Gènere: Televisió - 1980
- En català de primera mà - Gènere: Televisió - 1982
- Marta sempre, Marta tothora - Gènere: Televisió - TVE Catalunya - 1984
- Amb l'aigua al coll - Gènere: Televisió - TV3 - 1990 - 13 capítols